# Venonia spirocysta
Venonia spirocysta är en spindelart som beskrevs av Jian-yuan Chai 1991. Venonia spirocysta ingår i släktet Venonia och familjen vargspindlar. Inga underarter finns listade.